# Werner Suess
Werner Suess (* Mai 1822 oder 7. Februar 1823 in Leipzig; † 7. August 1901 in Bladensburg (Maryland)) war ein deutsch-amerikanischer Mechaniker.

## Leben
Er arbeitete für Bunsen, Helmholtz und Joseph Henry. 1853 war er von Bremen in die USA emigriert. Mit Prof. Dolbear (1837–1910) vom Tuft's College, Boston experimentierte er um 1880 am drahtlosen Telefon.
Von Thanksgiving 1887 bis 1894 arbeitete er in Washington, DC im Labor von Emil Berliner am Grammophon. Seine größten Beiträge waren die Verwendung eines Horns (anstelle von Hör-Schläuchen) und der bewegliche Tonarm.
Ab 1894 war er Vizepräsident der US Gramophone Co.
Mit seiner ersten Ehefrau Helena hatte er die Söhne Werner jun. (* 1861 in Boston) und Otto L. (* 3. August 1863 in Baltimore, Maryland; † 1898). Im Juli 1871 heiratete er Justine/Christina Maske (* Februar 1852 in Deutschland; † 6. März 1936 in Oakland, Maryland).

## Veröffentlichungen
- mit John R. Bartlett: Report on the Siemens electrical deep deep-sea thermometer, aboard the Blake; 1882